# Wessel Krul (historicus)
Wessel Evert Krul (Bennekom, 2 juli 1950) is een Nederlands historicus en kunsthistoricus.

## Loopbaan
Krul studeerde geschiedenis en kunstgeschiedenis aan de Universiteit Utrecht en de Rijksuniversiteit Groningen. Sinds 1978 doceerde hij aan die laatstgenoemde universiteit. Hij promoveerde in 1990 bij E.H. Kossmann op een bundel opstellen over leven en werk van de Nederlandse historicus Johan Huizinga. In 1998 werd hij vanwege de Koninklijke Nederlandse Academie van Wetenschappen benoemd tot bijzonder hoogleraar cultuurgeschiedenis van de moderne tijd, hetgeen in 2001 werd omgezet in een gewoon hoogleraarschap. In 2015 ging hij met emeritaat.
Kruls academische werk specialiseert zich in de geschiedschrijving, kunstgeschiedenis en kunsttheorie van de achttiende tot en met de twintigste eeuw. Naast vele wetenschappelijke publicaties is Krul onder meer lid van het bestuur van de Werkgroep Negentiende Eeuw van de Maatschappij der Nederlandse Letterkunde, redacteur van het tijdschrift Feit & Fictie en van het Biografisch Woordenboek van Nederland. Hij heeft verder onder andere werken van John Stuart Mill, Edmund Burke en Thomas Hobbes in het Nederlands vertaald. Als liefhebber van oude muziek en muziekgeschiedenis heeft hij ook hierover voordrachten gehouden.

## Werken
- J. Huizinga, Briefwisseling (samen met Anton van der Lem en Léon Hanssen), drie delen. Utrecht, L.J. Veen 1989-1991.
- Historicus tegen de tijd. Opstellen over leven en werk van J. Huizinga. Groningen, Historische Uitgeverij, 1990.
- Romantiek en historische cultuur (samen met Frank Ankersmit). Groningen, Historische Uitgeverij, 1996.
- John Stuart Mill, Over vrijheid, vertaling W.E. Krul. Amsterdam, Boom, 2002.
- Geschiedenis is als een olifant. Een keuze uit het werk van E.H. Kossmann (samen met Frank Ankersmit). Amsterdam, Bert Bakker, 2005.
- J. Huizinga, Verspreide opstellen over de geschiedenis van Nederland, red. W.E. Krul. Amsterdam, Athenaeum - Polak & Van Gennep, 2007.
- Thomas Hobbes, Leviathan of de samenstelling, vorm en macht van een kerkelijke en wereldlijke staat (1651), vertaling, annotatie en nawoord Wessel Krul. Amsterdam, Boom, 2010.
- Landschap van verlangen. Groningen, Historische Uitgeverij, 2012.